# Карл Людвіг Габсбург
Карл Лю́двіг Га́бсбург (нім. Karl Ludwig Joseph Maria von Österreich; 30 червня 1833 — 19 травня 1896) — ерцгерцог Австрійський. Третій син австрійського архікнязя Франца Карла і архікнягині Софії Баварської. Його старшими братами були імператор Австро-Угорщини Франц Йосиф I та імператор Мексики Максиміліан I.

## Біографія
Народився і помер у палаці Шенбрунн у Відні. Мати, яка була ревною католичкою, виховала у такому ж дусі Карла Людвига і особисто займалась пошуком кандидаток у дружини.
Не любив займатись державними і військовими справами, присвячуючи час мистецтвам. Під його протекцією давали популярні бали, ставили театральні вистави, діяли зібрання митців. Шість років був намісником у Тиролі, у 1853—1855 роках проживав у Львові у будинку Гауснера (Пр. Свободи 1/3) як член уряду намісника королівства Галичини і Володимирії Аґенора Ґолуховського. На згадку про це центральну вулицю Львова назвали Карла Людвига; так само його ім'ям було названо першу залізницю Східної Галичини.
У Дрездені 11 квітня 1856 р. одружився з кузиною Маргаритою Веттин (1840—1858), донькою саксонського короля Йогана, яка померла, захворівши на тиф. Шлюб був бездітним.
16 жовтня 1862 р. одружився з Марією Аннуціатою Бурбон (1843—1871), донькою короля Обох Сицилій Фердинанда II і австрійської ерцгерцогині Марії-Терезії Габсбург-Тешинської. У шлюбі народились четверо нащадків.
23 червня 1873 одружився з княжною Марією Терезією, донькою короля Португалії Мігеля І і баварської княжни Аделаїди. У шлюбі народились двоє дітей. 
Після загибелі ерцгерцога Рудольфа і Максиміліана І був оголошений спадкоємцем трону, однак доволі швидко формально зрікся престолу на користь старшого сина Франца Фердинанда (1889). Карл Людвиг відвідував сина Франца Фердинанда, який перебував у Каїрі, лікуючи туберкульоз. 1896 року під час паломництва до Палестини він випив зараженої води з ріки Йордан, через що захворів на черевний тиф і помер.

## Родина
Дружина — Маргарита Саксонська
Діти: не було
Дружина — Марія Аннунціата Бурбон-Сицилійська
Діти:
- Франц Фердинанд (1863—1914) — австрійський престолонаступник, вбитий 28 червня 1914 у Сараєво, що спричинило початок Першої світової війни
- Отто Франц Габсбург-Лотаринзький (1865—1906) — батько останнього австрійського імператора Карла І
- Фердинанд Карл (1868—1915) — ерцгерцог через одруження з донькою професора університету Бертою Чубер був позбавлений імператором звання дивізійного генерала, нагород, відзнак, видалений з родини Габсбургів і прогнаний з Австро-Угорщини
- Маргарита Софія (1870—1902) — дружина фельдмаршала Альбрехта герцога Вюртемберзького.

Дружина — Марія Тереза Португальська
Діти:
- Марія Аннуціата (1876—1961) — княжна-абатиса у Празі (1894—1918)
- Єлизавета Амалія (1878—1960) — дружина князя Алоїза Ліхтенштейнського